# Paul Edwards (Philosoph)
Paul Edwards (* 2. September 1923 in Wien als Paul Eisenstein; † 9. Dezember 2004 in New York) war ein US-amerikanischer Philosoph und Enzyklopädist.

## Biografie
Paul Eisenstein wurde als jüngster von drei Brüdern in eine Familie geboren, die zwar jüdischer Herkunft war, sich aber von aller Religion emanzipiert hatte. Er besuchte das renommierte Akademische Gymnasium in Wien. Nach Österreichs „Anschluss“ an Deutschland 1938 schickten ihn seine Eltern zu Freunden nach Schottland. Als der Rest der Familie nach Australien auswanderte, holten sie ihn dorthin nach. In Australien änderten die Eisensteins ihren Namen in Edwards.
In Melbourne absolvierte Paul Edwards die High School und erwarb an der University of Melbourne seinen B.A. und M.A. in Philosophie. 1947 ging er als wissenschaftlicher Mitarbeiter an die Columbia University in New York und beendete dort seine Doktorarbeit. Mit Ausnahme einer kurzen Lehrtätigkeit an der University of California, Berkeley in Berkeley, blieb Edwards von nun an in New York, wo er, neben seiner Tätigkeit an der „Columbia“, am „Brooklyn College“ und an der New School for Social Research lehrte.
Noch in den 1940er Jahren, während er seine Dissertation schrieb, lernte Edwards Bertrand Russell kennen, dessen philosophische Grundhaltung er der des damals gefragteren Ludwig Wittgenstein vorzog. Er gab Russells einflussreiche populäre Schrift Warum ich kein Christ bin mit einem engagierten Nachwort versehen heraus und blieb Russell auch persönlich ein Leben lang verbunden. Eine andere Begegnung, die mit Wilhelm Reich im Herbst 1947, hat ihn vielleicht noch stärker geprägt. Er berichtete darüber 1974 in einer Sendung des BBC: „Reich hatte damals eine große, begeisterte Anhängerschaft, insbesondere unter Intellektuellen, deren Sympathien klar der Linken galten, die aber, wie Reich, von der Entwicklung des Kommunismus in Russland völlig enttäuscht waren. Die Begeisterung für Reich galt nicht seiner Orgontheorie, die auch von vielen seiner Bewunderer eher skeptisch gesehen wurde; sie galt vor allem seiner neuen Therapie [und] dem Eindruck, dass Reich eine neue und tiefergehende Einsicht in die Ursachen des Elends der Menschheit gewonnen hatte. [ ... ] Viele meiner Freunde und ich betrachteten Reich damals als eine Art Messias.“
Edwards war zeitlebens entschiedener Rationalist und Atheist. Als solcher war er, neben seiner durchgehenden Tätigkeit als Hochschullehrer, in diversen humanistischen Organisationen aktiv. Publizistisch trat er immer wieder für begriffliche und denkerische Klarheit ein und polemisierte gegen Philosophen wie Sartre und Heidegger, deren voluminöse Schriften er großteils für pompösen Nonsens hielt und mit Vorliebe als solchen exponierte.
Zum Abschluss einer Reihe von Vorlesungen, die er 1995 an der „New School for Social Research“ hielt, nannte er drei Sätze, die man in seinen Grabstein einmeißeln möge:
- Er hat die Nichtigkeit der Heideggerschen Philosophie nachgewiesen.
- Er bekämpfte die Freud'sche Therapie, aber nicht die ganze Freud'sche Theorie.
- Er versuchte, das Interesse an der Reichschen Psychiatrie neu zu beleben.[2]

Paul Edwards starb am 9. Dezember 2004 in New York und hinterließ keine direkten Nachkommen. Seine Asche wurde auf seinen Wunsch in den Hudson River verstreut.

## Werk
Paul Edwards verfasste zahlreiche Bücher und Aufsätze. Seine große Wirkung auf die angelsächsische Philosophie übte er aber vornehmlich über zwei Publikationen aus: durch den zusammen mit Arthur Pap herausgegebenen und unter Philosophiestudenten weit verbreiteten Reader A modern introduction to philosophy (1957ff) und vor allem durch seine Position als „editor-in-chief“ bei der achtbändigen Encyclopedia of Philosophy (1967), die über Jahrzehnte hinweg das Standard-Referenzwerk für englischsprachige Philosophen war. Nachdem 1998 die Routledge Encyclopedia of Philosophy herausgekommen war, wurde Edwards’ Encyclopedia von einem neuen Redaktionskollegium modernisiert und neu aufgelegt. Edwards missbilligte, dass dadurch die ursprüngliche philosophische Grundhaltung verwässert und insbesondere postmodernen Autoren zu viel Raum gegeben wurde. Paul Edwards war, wie die von ihm hochgeschätzten Denker Russell und Reich, in all seinen Werken nicht „neutral“. Er betrachtete das Vorherrschen der Religionen, ohne ihre bisweilen wohltäterischen Aktivitäten zu negieren, in der Hauptsache als ausgesprochen schädlich. Ein Niedergang der Religion, den er lebenslang zu befördern suchte, wäre von unschätzbarem Wert für die Menschheit.
Edwards gilt zwar (auch) als analytischer Philosoph, aber für sein Hauptanliegen als philosophe, für eine radikale Religionskritik, war ihm diese anglo-amerikanisch geprägte Denkrichtung allenfalls bedingt brauchbar. Nur Alfred Ayer habe, neben Bertrand Russell, sich auf diesem Gebiet durch eine konsequent kritische Haltung Verdienste erworben. Als der aktuell fortgeschrittenste Religionskritiker galt ihm aber der dissidente Freud-Schüler Wilhelm Reich. Die Theorien dieses vielgeschmähten Denkers hat Edwards erstmals in die akademische Philosophie eingeführt, und zwar in einem so konzisen wie ausführlichen Artikel in der von ihm herausgegebenen Encyclopedia of Philosophy. Edwards hob Reichs Weiterentwicklung der Psychoanalyse zur Vegetotherapie hervor und schätzte insbesondere Reichs Einsichten in den Prozess der psycho-physiologischen Introjektion und dauerhaften Verankerung des religiösen Empfindens im Verlauf der Sozialisation des Individuums, denn aus ihnen wäre eine praktische Prophylaxe zu entwickeln, die spätere Anfälligkeit für Religiosität – auch in ihren säkularen Erscheinungsformen – ausschlösse. Er lobte die von Reich 1934–39 herausgegebene Zeitschrift für Politische Psychologie und Sexualökonomie als von „außerordentlich hohem Niveau“ und empfahl selbst dem anglophonen Publikum deren nur deutschsprachig vorliegenden Artikel zum Thema.
Edwards’ deutliche Empfehlung an seine philosophischen Kollegen, dass eine Beschäftigung mit Reich sich lohne, wurde meist geflissentlich übersehen. Ein Rezensent der Encyclopedia ging jedoch darauf ein, indem er beanstandete, dass Edwards den „Begründer der dubiosen psychiatrischen Theorie einer Orgonenergie, die das Sexualleben stimulieren solle“, doppelt so viel Raum gegeben habe wie der Britischen Philosophie, wie Schopenhauer oder Schlick. Edwards erwiderte, dass allein das typische Vorurteil über Reich, das der Kritiker in jenem Satz demonstriere, die Ausführlichkeit seines Artikels rechtfertige. Zum einen habe Reichs Orgonakkumulator nichts mit sexueller Stimulation zu tun. Zum anderen handele sein Artikel überhaupt nicht von der Orgontheorie des späten Reich; vielmehr habe er betont, dass Reichs originäre Einsichten in die Natur religiöser und metaphysischer Sehnsüchte zeitlich vor, also unabhängig von ihr entstanden seien.

## Veröffentlichungen
- The Logic of Moral Discourse. The Free Press, Glencoe 1955; The Free Press, New York 1965
- mit Arthur Pap (Hrsg.): A modern introduction to philosophy: readings from classical and contemporary sources. The Free Press, New York 1957; 1960; 1963; 1965; 1973
- (Hrsg.): Encyclopedia of Philosophy. 8 Bände. MacMillan, New York 1967
- Buber and Buberism. A Critical Evaluation. University of Kansas, Lawrence 1970
- Heidegger on Death. A Critical Evaluation. Hegeler Institute, La Salle 1979
  - Heidegger und der Tod. Eine kritische Würdigung. Darmstädter Blätter, Darmstadt 1985, ISBN 3-87139-086-0
- (Hrsg.): Voltaire: Selections. MacMillan, New York 1989
- (Hrsg.): Immortality. MacMillan, New York 1992; Prometheus Books, Amherst 1997
- Reincarnation: A Critical Examination. Prometheus Books, Amherst 1996; 2002
- Heidegger's Confusions. Prometheus Books, Amherst 2004
- God and the Philosophers. Prometheus Books, Amherst 2009